# Grand Champions Cup maschile
La Grand Champions Cup è stata una competizione pallavolistica per squadre nazionali maschili, organizzata con cadenza quadriennale dalla FIVB.

## Edizioni
| Edizione      | Edizione      | Podio    | Podio       | Podio      |
| Anno          | Organizzatore | Campione | Seconda     | Terza      |
| ------------- | ------------- | -------- | ----------- | ---------- |
| 1993 Dettagli | Giappone      | Italia   | Brasile     | Cuba       |
| 1997 Dettagli | Giappone      | Brasile  | Paesi Bassi | Cuba       |
| 2001 Dettagli | Giappone      | Cuba     | Brasile     | Jugoslavia |
| 2005 Dettagli | Giappone      | Brasile  | Stati Uniti | Italia     |
| 2009 Dettagli | Giappone      | Brasile  | Cuba        | Giappone   |
| 2013 Dettagli | Giappone      | Brasile  | Russia      | Italia     |
| 2017 Dettagli | Giappone      | Brasile  | Italia      | Iran       |

## Medagliere
| Pos. | Squadra     | 1º posto | 2º posto | 3º posto | Totale |
| ---- | ----------- | -------- | -------- | -------- | ------ |
| 1    | Brasile     | 5        | 2        | 0        | 7      |
| 2    | Cuba        | 1        | 1        | 2        | 4      |
| 2    | Italia      | 1        | 1        | 2        | 4      |
| 4    | Paesi Bassi | 0        | 1        | 0        | 1      |
| 4    | Russia      | 0        | 1        | 0        | 1      |
| 4    | Stati Uniti | 0        | 1        | 0        | 1      |
| 7    | Giappone    | 0        | 0        | 1        | 1      |
| 7    | Iran        | 0        | 0        | 1        | 1      |
| 7    | Jugoslavia  | 0        | 0        | 1        | 1      |